# Rhipidoglossum polyanthum
Rhipidoglossum polyanthum är en orkidéart som först beskrevs av Friedrich Fritz Wilhelm Ludwig Kraenzlin, och fick sitt nu gällande namn av Dariusz Lucjan Szlachetko och Tomasz Sebastian Olszewski. Rhipidoglossum polyanthum ingår i släktet Rhipidoglossum och familjen orkidéer. Inga underarter finns listade i Catalogue of Life.